# Dolores Ibárruri
Isidora Dolores Ibárruri Gómez (n. 9 decembrie 1895, Gallarta⁠(d), Q3813629⁠(d), Spania – d. 12 noiembrie 1989, Madrid, Spania), cunoscută și ca „La Pasionaria”, a fost un lider republican spaniol și eroină a Războiului Civil Spaniol, de origine bască.
De asemenea, este cunoscută pentru lupta pentru apărarea celei de-a Doua Republici Spaniole și pentru celebrul slogan ¡No Pasarán! (Ei nu vor trece!) din timpul Bătăliei pentru Madrid.
Fiul ei, Rubén Ruiz Ibárruri, a fost ucis în Bătălia de la Stalingrad și a fost decorat cu titlul de Erou al Uniunii Sovietice.
Nepoata sa Angelina a fost soția lui Valter Roman.

## Biografie
Dolores Ibárruri s-a născut într-un sat de mineri din Țara Bascilor, al optulea copil din cei unsprezece ai familiei sale. În tinerețe, a fost croitoreasă, apoi servitoare și s-a implicat în politică după căsătoria cu un muncitor metalurg. Sub pseudonimul „La Pasionaria” a început colaborarea cu ziare comuniste și a încurajat oamenii spre fanatism revoluționar și anticlericalism.
A devenit membră a Partidului comunist spaniol în 1931, iar în anii următorii, 1932-1936, a întreprins o serie de călătorii în mai multe țări pentru a răspândi ideologia comunistă. În 1935 a fost aleasă în Comitetul Executiv al Internaționalei Comuniste. Cariera ei politică a continuat cu alegerea ei ca deputat al Asturiei în 1936, pentru ca apoi să fie desemnată vicepreședinte al Parlamentului spaniol.
În contextul războiului civil dintre republicani și franchiști, Dolores luptă împotriva fascismului și susține Spania republicană. După ce Franco îi înfrânge pe republicani, ea se refugiază la Moscova, împreună cu alți lideri comuniști. Timp de aproape 40 de ani, a deținut funcția de președinte al partidului comunist în exil și a corespondat la Radio Spania Independentă. După căderea regimului fascist, s-a întors în Spania în 1977 și a fost realeasă deputat de Asturia. A murit la 93 de ani.

## Distincții
- Ordinul „Victoria Socialismului” (30 decembrie 1975) „pentru merite deosebite în îndelungata sa activitate revoluționară și antifascistă consacrată cauzei democrației, libertății și independenței naționale, socialismului și păcii, pentru contribuția sa remarcabilă adusă la întărirea unității și solidarității mișcării comuniste și muncitorești internaționale, a tuturor forțelor antiimperialiste, precum și la dezvoltarea relațiilor de prietenie, colaborare și solidaritate dintre Partidul Comunist Român și Partidul Comunist din Spania, dintre poporul român și poporul spaniol, cu prilejul împlinirii vîrstei de 80 de ani”[20]